# Grijze kapokmees
De grijze kapokmees (Anthoscopus musculus) is een zangvogel uit de familie Remizidae (buidelmezen).

## Verspreiding en leefgebied
Deze soort komt voor van Ethiopië en Somalië tot uiterst noordelijk Tanzania.